# Józef Kwiatek

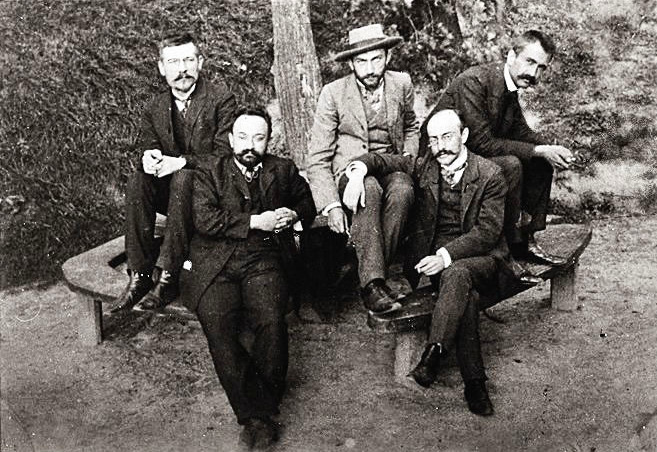
Działacze PPS przed 1905. Od lewej: Bolesław Czarkowski, Aleksander Sulkiewicz, Bolesław Jędrzejowski, Józef Kwiatek, Walery Sławek

Józef Kwiatek, ps. Tadeusz, Łysy (ur. 22 stycznia 1874 w Płocku, zm. 20 stycznia 1910 w Krakowie) – polski działacz socjalistyczny i dziennikarz żydowskiego pochodzenia.

## Dzieciństwo i młodość
Urodził się w zasymilowanej rodzinie żydowskiej. Syn Fiszera, kupca. Był starszym bratem Feliksa.
W 1892 r. ukończył gimnazjum w Płocku. Rozpoczął studia na wydziale medycznym Cesarskiego Uniwersytetu Warszawskiego. Już w kwietniu 1894 r. na pierwszym roku studiów został aresztowany. Powodem była wielka manifestacja patriotyczna zwana „kilińszczyzną” (od nazwiska Jana Kilińskiego), zorganizowana w setną rocznicę insurekcji warszawskiej. Opuścił więzienie po miesiącu, jednakże już 29 listopada 1894 r. został ponownie aresztowany pod zarzutem tworzenia nielegalnej polsko-żydowskiej organizacji bezpłatnego nauczania. Już w tym czasie prawdopodobnie współpracował z PPS. Tym razem areszt trwał pół roku. Zwolniono go 26 marca 1895 r. i oddano pod jawny nadzór policji. Jednocześnie został relegowany z uczelni.
6 maja 1896 r. został skazany administracyjnie na 2 lata zesłania. Wyrok, który pokrywał się ze służbą wojskową odbywał w chersońskim batalionie dyscyplinarnym (cztery miesiącach pobytu w celi), a następnie w pułku karnym stacjonującym w Turkiestanie. Został zwolniony przed terminem z powodu złego stanu zdrowia. Wrócił do Płocka, gdzie przebywał pod dozorem policji.

## Działacz PPS
Od 1898 r. kontynuował studia na wydziale prawnym w Dorpacie. Już w tym czasie działał w szeregach Polskiej Partii Socjalistycznej oraz Kole Młodzieży Polskiej w Dorpacie, m.in. prowadząc agitację wśród wojska. W 1899 r. został wydalony z uniwersytetu po zaburzeniach studenckich, lecz wkrótce ponownie go przyjęto. W 1902 r. ukończył studia, lecz nie mógł zdać egzaminu państwowego, z uwagi na sprzeciw władz wobec jego przewodnictwa delegacji studenckiej z żądaniami politycznymi.
W 1902 r. wrócił na krótko do Płocka. Delegowany na VI Zjazd PPS w Lublinie, wystąpił z wnioskiem o powołanie Komitetu Żydowskiego Polskiej Partii Socjalistycznej. We wrześniu 1902 r. wyjechał do Krakowa, następnie do Berlina, a potem Katowic. W tym czasie prowadził działalność publicystyczną na łamach berlińskiej „Gazety Robotniczej”, krakowskiego „Naprzodu” i „Przedświtu”. Był autorem m.in. artykułu Marksista przeciw Marksowi, w którym atakował Franza Mehringa za jego nieprzychylne stanowisko wobec idei niepodległości Polski.
W czerwcu 1903 r. wszedł do nowo utworzonego Komitetu Żydowskiego Polskiej Partii Socjalistycznej, organizując grupy inteligencji żydowskiej w Grodnie innych miastach. Wydawał również z własnych środków pismo „Arbajter” – pismo PPS w jidysz.
Jesienią 1903 r. wrócił do Królestwa. Jeździł do Petersburga, aby mobilizować mieszkających tam Polaków do działalności w Kraju. Aresztowano go wówczas na krótko.
Został członkiem Warszawskiego Komitetu Robotniczego i faktycznie pełnił funkcję członka CKR. 18 sierpnia 1904 r. został formalnie wybrany członkiem Centralnego Komitetu Robotniczego PPS. Był również redaktorem pisma „Robotnik”.

## Organizator akcji bojowej naplacu Grzybowskim
13 listopada 1904 r. organizował pierwszą od 1863 r. manifestację zbrojną na placu Grzybowskim (skierowaną przeciwko poborowi do armii rosyjskiej w związku z wojną z Japonią). Był autorem większości odezw PPS w tym czasie. W styczniu 1905 r. zorganizował wielki strajk powszechny, który przerodził się we wrzenie rewolucyjne. 29 stycznia 1905 r. został aresztowany przez patrol. W czasie rewizji znaleziono przy nim materiały PPS. Jak stwierdzono w dokumentach policyjnych, płocki mieszczanin, Żyd polskiej narodowości, wyznania judejskiego został osadzony w Cytadeli Warszawskiej. 23 listopada 1905 r. sąd jednak go uniewinnił, dzięki czemu Kwiatek wyjechał za granicę. Niebawem po VIII Zjeździe PPS znów wrócił do Królestwa i podejmuje działalność w organizacji warszawskiej i CKR. Na konferencji Wydziału Bojowego PPS w lipcu 1906 r. pełnił funkcję sekretarza konferencji.

## Organizator działalności oświatowej w Galicji
28 października 1906 r. ponownie został aresztowany na ulicy pod nazwiskiem „Albert Muller”. Został jednak rozpoznany. 21 marca 1907 r. otrzymał wyrok 2,5 roku więzienia, z zaliczeniem 10 miesięcy aresztu z 1905 r. Wyrok odbywał w więzieniu na Mokotowie, a następnie od 16 maja 1907 r. w Łomży. Więzienie opuścił 26 lutego 1908 r. chory na gruźlicę. Natychmiast wyjechał do Cieszyna, a następnie Krakowa. Po rozłamie w PPS nie mógł znaleźć miejsca, będąc zwolennikiem opcji „centrowej” lub „integralistycznej”, nieopowiadającej się za żadną ze stron rozłamu. Poświęcił się działalności publicystycznej w pismach „Krytyka”, „Sfinks”, organizował odczyty. Organizował wiece i zebrania, uczestniczył w pracach Zarządu Uniwersytetu Ludowego im. Adama Mickiewicza.
Odegrał wybitną rolę w organizowaniu Wydziału Oświatowego Polskiej Partii Socjalno-Demokratycznej Galicji i Śląska Cieszyńskiego, co następnie było kontynuowane przez Kazimierza Czapińskiego. Po otrzymaniu informacji o nieuleczalności choroby, nie chcąc być ciężarem dla innych, zastrzelił się 20 stycznia 1910 w Krakowie w Hotelu „Pod Różą”.
Został pochowany na cmentarzu żydowskim w Krakowie. Komitet uczczenia pamięci pod przewodnictwem Bolesława Limanowskiego ufundował pamiątkowy grobowiec.
W grudniu 1930 r. pośmiertnie odznaczony Krzyżem Niepodległości z Mieczami.
W 1935 r. w Płocku Komitet uczczenia pamięci Józefa Kwiatka pod przewodnictwem Andrzeja Struga ufundował tablice pamiątkową na domu, w którym Józef Kwiatek się urodził. Od 1935 r. do dziś w Płocku istnieje ulica Józefa Kwiatka (dawna ulica Szeroka).